# 亚库马县

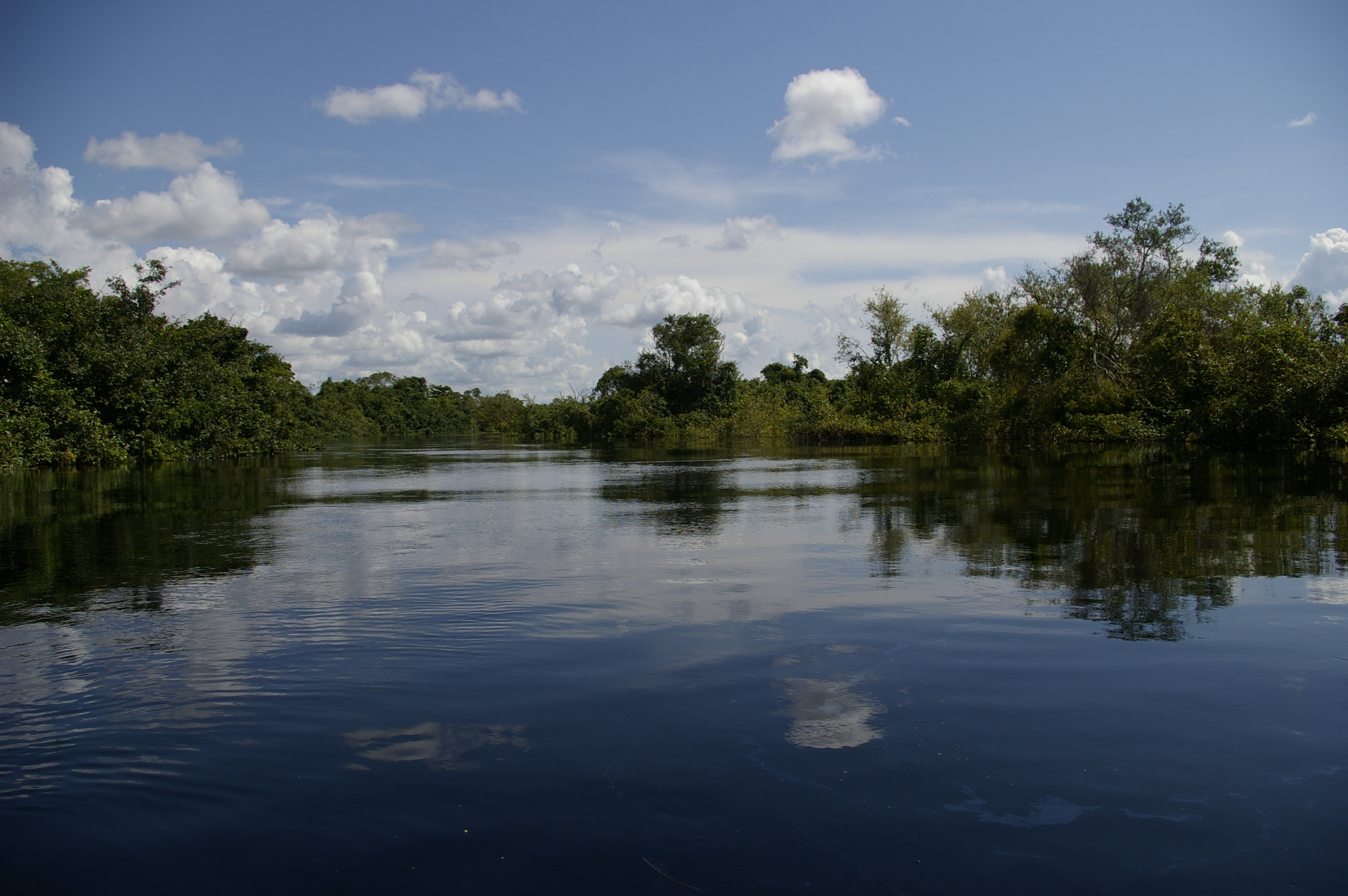

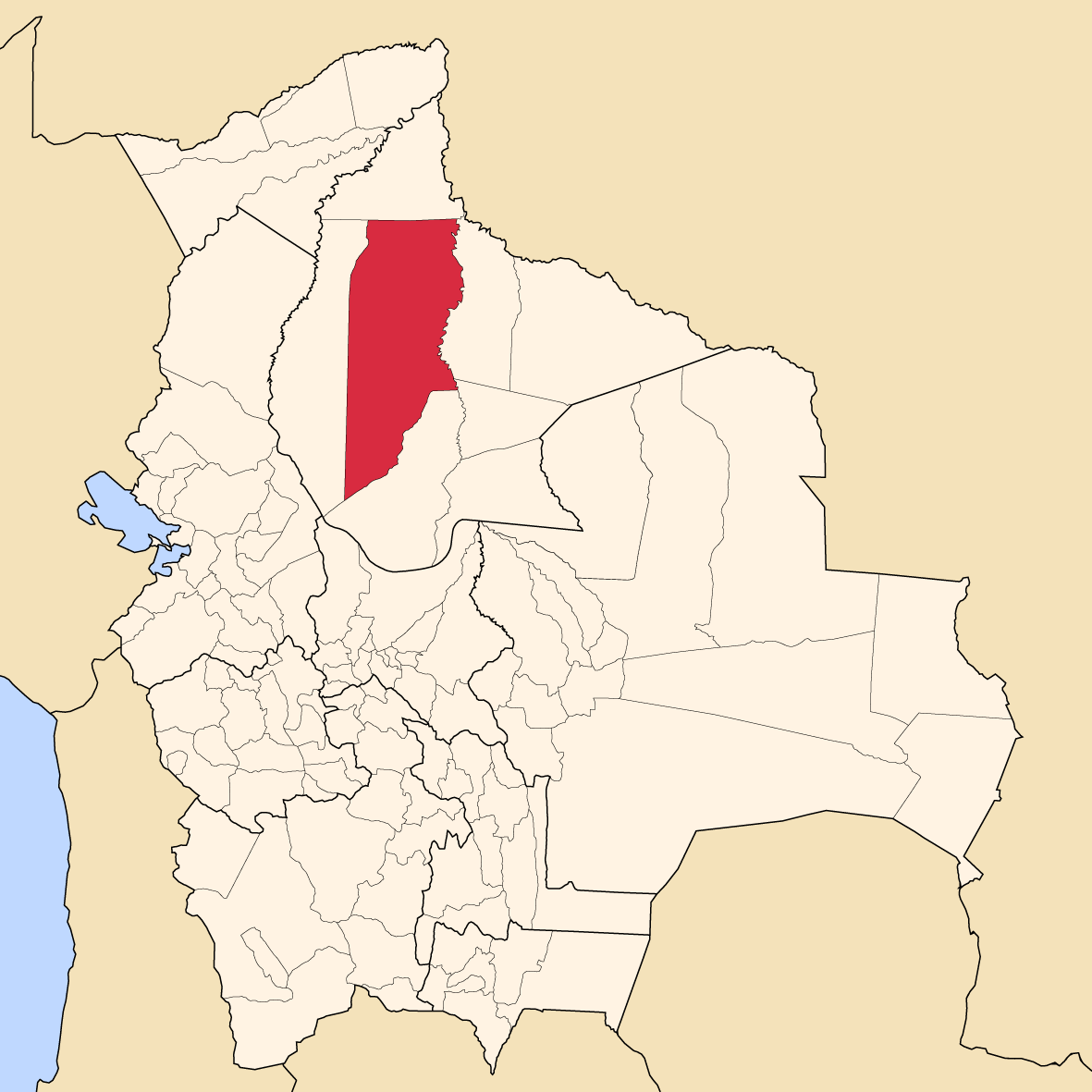

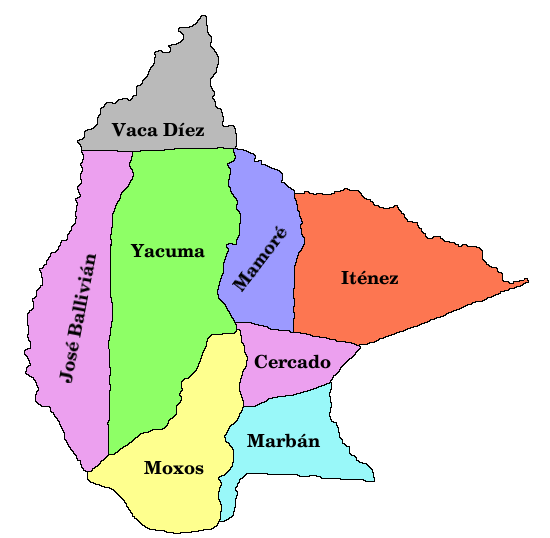

亞庫馬县（西班牙語：Provincia de Yacuma），是玻利維亞的县份，位於該國東北部，屬於貝尼省的一部分，县府設於聖安娜-德爾亞庫馬，面積34,686平方公里，2001年人口29,048，人口密度每平方公里0.8人。